# میتا-میناتو، توکیو
میتا-میناتو (به لاتین: Mita) یکی از محله‌های توکیو در ژاپن است که در بخش میناتو-کو، توکیو واقع شده‌است. میتا-میناتو ۱۸٬۷۶۰ نفر جمعیت دارد.